# 吉林駅
吉林駅（きつりん-えき）は中華人民共和国吉林省吉林市昌邑区にある中華人民共和国鉄道部瀋陽鉄路局が管轄する駅である。

## 利用可能な鉄道路線
中国国鉄
長図線
瀋吉線
吉舒線
長吉都市間鉄道
吉琿旅客専用線

## 駅構造
島式ホーム6面12線、相対式ホーム2面2線の合計8面14線の地上駅。

## 歴史
- 1912年 - 開業。[1]
- 1992年 - 駅舎の形状が"JL"形の吉林駅が完成[2]
- 2009年9月1日 - 1992年建設の駅舎を取り壊し、新吉林駅舎の建設を開始。
- 2011年1月11日 - 新駅舎の部分供用開始。

## 隣の駅
中国国鉄
長図線
哈達湾駅 - 吉林駅 - 龍潭山駅
沈吉線
北山駅 - 吉林駅
吉舒線
吉林駅 - 龍潭山駅
長吉城際線
双吉駅 - 吉林駅
吉琿旅客専用線
吉林駅 - 蛟河西駅